# Paracladycnis vis
Genre
Espèce
Paracladycnis vis, unique représentant du genre Paracladycnis, est une espèce d'araignées aranéomorphes de la famille des Pisauridae.

## Distribution
Cette espèce est endémique de Madagascar.

## Description
La femelle holotype mesure 14 mm.

## Publication originale
- Blandin, 1979 : Etudes sur les Pisauridae africaines XI. Genres peu connus ou nouveaux des Iles Canaries, du continent africain et de Madagascar (Araneae, Pisauridae). Revue de Zoologique Africaine, vol. 93, p. 347-375 (texte intégral).